# Тервел Замфиров
Тервел Замфиров е български сноубордист. Световен шампион от 2025 година в паралелния слалом от първенството в Санкт Мориц и Силваплана.
Трикратен световен шампион за младежи до 23 г. от шампионатите в Банско 2023 г. (парелелен гигантски слалом) и в Закопане през 2025 и в двете дисциплини.
Сестра му Малена Замфирова също е успешна сноубордистка. През март 2025 г. двамата стават световни шампиони за младежи и девойки в смесеното отборно състезание в паралелния слалом.